# L'Homme qui marche I
L’Homme qui marche I (lett. "L’uomo che cammina") è una scultura in bronzo di Alberto Giacometti che ha detenuto il record per l’opera d’arte diversa da un quadro venduta al prezzo più alto del mondo: 100 milioni di dollari nel 1966.